# Чемпионат мира по легкоатлетическим эстафетам 2015
Второй в истории чемпионат мира по легкоатлетическим эстафетам прошёл 2—3 мая 2015 года на стадионе имени Томаса Робинсона в Нассау, столице Багамских островов. Второй год подряд эстафетные команды со всего мира определяли сильнейших на этой арене. Сборная США завоевала командный приз «Золотая эстафетная палочка», став лучшей по сумме очков за выступления во всех дисциплинах чемпионата.
По сравнению с предыдущим турниром, в программе соревнований произошло одно изменение: место эстафетного бега 4×1500 метров заняла популярная в США «дистанционная» шведская эстафета 1200+400+800+1600 метров (англ. Distance medley relay). Для возможности участия в эстафетах 4×100 и 4×400 метров команды должны были выполнить квалификационные нормативы (соответственно 39,00 и 3.04,10 для мужчин, 44,00 и 3.33,50 для женщин).
Призовой фонд турнира составил 1,4 миллиона долларов США, он был распределён среди 8 лучших команд в каждой дисциплине. Победители получали приз в размере 50 000 долларов, такая же сумма дополнительно выплачивалась в качестве бонуса тем сборным, которые установили мировые рекорды.
В соревнованиях приняли участие 669 легкоатлетов из 43 стран мира, из них — 374 мужчины и 295 женщин. Наибольшее количество команд выступило в эстафетах 4×100 и 4×400 метров у мужчин (по 24), наименьшее (5) — в мужском забеге 4×800 метров.

## Призёры
Сокращения: WR — мировой рекорд | AR — рекорд континента | NR — национальный рекорд | CR — рекорд чемпионата

Курсивом выделены участники, выступавшие за эстафетные команды только в предварительных забегах

### Мужчины
| Дисциплина                   | Золото                                                                                                 | Золото        | Серебро | Серебро | Бронза                                                                              | Бронза     |
| ---------------------------- | --- | ------------- | --- | ------- | ----------------------------------------------------------------------------------- | ---------- |
| Эстафета 4×100 м             | США · Майк Роджерс · Джастин Гэтлин · Тайсон Гэй · Райан Бейли                                         | 37,38 CR      | Ямайка · Неста Картер · Кемар Бэйли-Коул · Никель Ашмид · Усэйн Болт                                              | 37,68   | Япония · Кадзума Осэто · Кэндзи Фудзимицу · Ёсихидэ Кирю · Котаро Танигути          | 38,20      |
| Эстафета 4×200 м             | Ямайка · Никель Ашмид · Рашид Дуайер · Джейсон Ливермор · Уоррен Уир · Джермейн Браун                  | 1.20,97       | Франция · Тедди Тинмар · Кристоф Леметр · Пьер-Алексис Пессонно · Бен Басса · Пьер Венсан                         | 1.21,49 | Германия · Робин Эрева · Свен Книппхальс · Алекс-Платини Менга · Александр Косенков | 1.22,65    |
| Эстафета 4×400 м             | США · Дэвид Вербург · Тони Маккей · Джереми Уоринер · Лашон Мерритт · Кайл Клемонс · Брайсен Спрэтлинг | 2.58,43       | Багамские Острова · Рамон Миллер · Майкл Мэтью · Стивен Гардинер · Крис Браун · Деметриус Пиндер · Алонсо Расселл | 2.58,91 | Бельгия · Дилан Борле · Жюльен Ватрен · Джонатан Борле · Кевин Борле                | 2.59,33 NR |
| Эстафета 4×800 м             | США · Дуэйн Соломон · Эрик Совински · Казимир Локсом · Робби Эндрюс                                    | 7.04,84 CR    | Польша · Кароль Конечны · Камиль Гурдак · Марцин Левандовский · Адам Кщот                                         | 7.09,98 | Австралия · Джаред Уэст · Джошуа Ральф · Райан Грегсон · Джордан Уильямс            | 7.16,30    |
| Эстафета 1200+400+800+1600 м | США · Кайл Мербер · Брайсен Спрэтлинг · Брэндон Джонсон · Бен Бланкеншип                               | 9.15,50 WR CR | Кения · Абеднего Мити · Альфас Кишоян · Фергюсон Ротич · Тимоти Черуйот                                           | 9.17,20 | Австралия · Райан Грегсон · Александр Бек · Джордан Уильямс · Коллис Бирмингем      | 9.21,62    |

### Женщины
| Дисциплина                   | Золото | Золото         | Серебро                                                                                             | Серебро    | Бронза                                                                                     | Бронза   |
| ---------------------------- | --- | -------------- | --------------------------------------------------------------------------------------------------- | ---------- | ------------------------------------------------------------------------------------------ | -------- |
| Эстафета 4×100 м             | Ямайка · Симона Фейси · Керрон Стюарт · Скиллони Калверт · Вероника Кэмпбелл-Браун · Наташа Моррисон           | 42,14          | США · Тианна Бартолетта · Эллисон Феликс · Кимберлин Данкан · Кармелита Джетер                      | 42,32      | Великобритания · Аша Филип · Эшли Нельсон · Бьянка Уильямс · Маргарет Адеойе               | 42,84    |
| Эстафета 4×200 м             | Нигерия · Блессинг Окагбаре · Реджина Джордж · Доминик Данкан · Кристи Удо                                     | 1.30,52        | Ямайка · Саманта Генри-Робинсон · Вероника Кэмпбелл-Браун · Шерика Уильямс · Шерон Симпсон          | 1.31,73    | Германия · Ребекка Хазе · Анне Кристина Хак · Надин Гонска · Жозефина Эльслер              | 1.33,61  |
| Эстафета 4×400 м             | США · Филлис Фрэнсис · Наташа Хастингс · Саня Ричардс-Росс · Франсена Маккорори · Диди Троттер · Джессика Бёрд | 3.19,39 CR     | Ямайка · Анастасия Лерой · Новлен Уильямс-Миллс · Кристин Дэй · Стефени Энн Макферсон · Натойя Гуль | 3.22,49    | Великобритания · Эйлид Чайлд · Аника Онуора · Келли Мэсси · Серен Банди-Дэвис · Шейна Кокс | 3.26,38  |
| Эстафета 4×800 м             | США · Шанель Прайс · Мэгги Весси · Молли Беквит · Алисия Монтаньо                                              | 8.00,62 AR CR  | Польша · Синтия Элльвард · Катажина Бронятовская · Ангелика Цихоцкая · София Эннауи                 | 8.11,36 NR | Австралия · Эбби де ла Мотт · Келли Хетерингтон · Сельма Кейджан · Бриттани Макгован       | 8.13,97  |
| Эстафета 1200+400+800+1600 м | США · Тренир Мозер · Саня Ричардс-Росс · Эджи Уилсон · Шеннон Роубери                                          | 10.36,50 WR CR | Кения · Села Бусиней · Джой Сакари · Сильвия Чесебе · Вирджиния Нганга                              | 10.43,35   | Польша · Катажина Бронятовская · Моника Щенсная · Ангелика Цихоцкая · София Эннауи         | 10.45,32 |